# لويس بيير مانويل
لويس بيير مانويل (بالفرنسية: Pierre Louis Manuel)‏ هو مؤرخ وسياسي فرنسي، ولد في 1751 في مونتارغيس في فرنسا، وتوفي في 14 نوفمبر 1793 في باريس في فرنسا بسبب مقصلة. انتخب نائب فرنسي.